# Гамбульяно
Гамбульяно (итал. Gambugliano) — коммуна в Италии, располагается в провинции Виченца области Венеция.
Население составляет 821 человек (2008 г.), плотность населения составляет 103 чел./км². Занимает площадь 8 км². Почтовый индекс — 36050. Телефонный код — 0444.
Покровителями коммуны почитаются святые Вит, Модест и Крискентия, празднование 15 июня.

## Демография
Динамика населения:

## Администрация коммуны
- Официальный сайт: http://www.comune.gambugliano.vi.it/